# Mariana Caltabiano
Mariana Linhares Caltabiano (São Paulo, 21 de julho de 1972) é uma escritora, dubladora, diretora e roteirista de desenho animado brasileira.

## Vida pessoal
Mariana é neta do imigrante italiano Rosário Caltabiano, que em 1923, fundou a Concessionária Caltabiano.
Mariana é herdeira do grupo de concessionárias de automóveis Caltabiano. Em julho de 2007, morreram seus dois irmãos (Pedro Augusto e João Francisco) na queda do voo TAM 3054.

## Biografia
Mariana começou sua carreira como publicitária em 1990. Afirma que entrou para a DM9, de Nizan Guanaes, após tentar vender um carro da marca Nissan vendido pela concessionária de sua família ao publicitário. Em 1997, escreveu um livro infantil chamado Jujubalândia, que um ano depois se tornou o programa infantil Zuzubalândia para o SBT.
Na Rede Globo, criou e escreveu os infantis A Turma da Garrafinha e Flora Encantada para o Angel Mix, e Bigode & Bicudo para a TV Globinho.
A partir de 2000, criou no IG os sites infantis Iguinho (2000), Zuzubalândia (2000), Super V (2005) e Canal Natureza (2008).
Escreveu os livros infantis A Arca de Ninguém, Tampinha Tira os Óculos, O Mistério da Casa Hope e Se Sujar faz bem, e um livro adulto, Histórias Reais de um Mentiroso.
Mariana também criou o filme e série As Aventuras de Gui & Estopa, tendo como personagens os cachorros do site do Iguinho (Iguinho passou a ser chamado de Gui) e sendo apresentado no Cartoon Network. Ela mesma fez a voz do personagem Gui. Em 2009 os mesmos personagens foram usados nos filmes educativos Gui & Estopa no Fundo do Mar e Gui & Estopa em Bichos do Brasil.
Em 21 de janeiro de 2011, estreou seu primeiro filme 3D intitulado Brasil Animado.
Foi entrevistada no programa de televisão infantil da TV Cultura, o TV Cocoricó no dia 18 de setembro de 2013, falando sobre seus trabalhos e a origem deles.

## Obras

### Jujubalândia/Zuzubalândia
A série foi criada em 1997 com o livro Jujubalândia, o livro falava de um reino feito de comida onde a abelhinha Zuzu e seus amigos Brigadeiro, Laricão, Pipoca, Suspiro, Maria Mole, e o Rei Apetite enfrentavam a vilã bruxa Anoréxica.
Em 1998 foi lançado uma série de TV de bonecos com os mesmos personagens, porém com o nome alterado para Zuzubalândia em alusão a protagonista: a abelhinha Zuzu. O programa foi exibido no SBT por um ano tendo um total de 120 episódios de 4 minutos cada. O programa acabou no mesmo ano para que a criadora começa-se a se dedicar a sua nova série: A Turma da Garrafinha na Rede Globo. Mas, no entanto, em 2000 foi criado um site baseado na série contendo vários jogos e animações em flash tendo até mesmo o livro original disponível no site. Com o tempo os personagens foram mudando os os traços originais do livro e programa de TV ganhando traços mais parecidos com os de As Aventuras de Gui & Estopa, outra série criada por Mariana.  
Musical: um espetáculo musical derivado da série aconteceu em 2013, primeiramente no Teatro das Artes, no dia 1º de setembro.

### Turma da Garrafinha
De 1999 a 2001, fez a série de bonecos A Turma da Garrafinha para a Rede Globo. A série fez sucesso rendendo com 14 pontos em média no ibope tendo vários episódios e ganhando vários produtos comercializados na época de transmissão. 
Em 2012, Mariana voltou a usar a personagem para um livro e aproveitando o momento também criou um site próprio pra ela no Iguinho e inclusive um curta animado feito pelos mesmos animadores de As Aventuras de Gui & Estopa.

### Iguinho/Gui e Estopa
Em 2000 foi criado um site infantil chamado Iguinho, que tinha como mascote um filhote de cachorro chamado Iguinho (nome em relacionado ao do site Ig). No começo, Iguinho era um simples filhote que tinha como amigo o cachorro Estopa, tinha paixão pela bela cocker Cróquete e era rival do malvado Pitiburro. Com o tempo, vários jogos e animações em flash do Iguinho foram lançados e com o tempo Gui e seus amigos passaram a se comportar mais como crianças humanas do que como filhotes de cachorros. Entre 2004 e 2005 foram lançados 8 curtas de animação que foram nos cinemas do "Grupo Severiano Ribeiro". Em 2008, finalmente foi criado um filme do Iguinho chamado As Aventuras de Gui & Estopa onde Iguinho passa a ser chamado de Gui, este filme logo em seguida se tornou uma série na Cartoon Network, em 2009, com novos episódios. No mesmo ano foram feitos mais dois filmes educativos com os mesmos personagens chamados: Gui & Estopa no Fundo do Mar e Gui & Estopa em Bichos do Brasil que também foram exibidos em televisão.

### Outras obras
- Em 1999, criou a novela infantil de bonecos Flora Encantada em parceria com a apresentadora Angélica para o programa Angel Mix.
- Entre 2000 e 2001, fez a série de bonecos Bigode & Bicudo para o programa infantil TV Globinho.
- Em 2003, criou junto de Eliana o programa Fábrica Maluca e também os personagens Mestre Coco e Lobisval. No mesmo ano o programa ganhou seu próprio site no Iguinho.
- Em 2005, criou o site infantil educativo Super V para o Iguinho. O site ensina as crianças os nutrientes de uma alimentação saudável.
- Em 2005, lançou o livro Vips: Histórias Reais de um Mentiroso, que em 2011 foi adaptado como filme, estrelado por Wagner Moura. Dirigiu e produziu o documentário Vips: Histórias Reais de um Mentiroso.
- Em 2008, criou outro site infantil educativo Canal Natureza para o Iguinho. O site ensina as crianças sobre a fauna e ecologia.
- Em 2011, dirigiu o filme Brasil Animado, primeira animação brasileira filmada em 3D.

## Livros
- Jujubalândia (ISBN 8585357770)
- Arca de Ninguém (ISBN 8526296280)
- Tampinha Tira os Óculos (ISBN 8526296361)
- O Mistério da Casa Hope (ISBN 9788589894609)
- Grandes Pequeninos
- Se Sujar Faz Bem
- Vips: Histórias Reais de um Mentiroso (ISBN 8589894169)
- Garrafinha
- Brasil Animado (ISBN 8589894835)
- O Problema[10] (ISBN 8582304544)